# Séraphim II de Constantinople
Séraphim II de Constaninople (en grec : Σεραφείμ Β΄) fut patriarche de Constantinople du 22 mars 1757 au 26 mars 1761.